# مروه کاواکچی

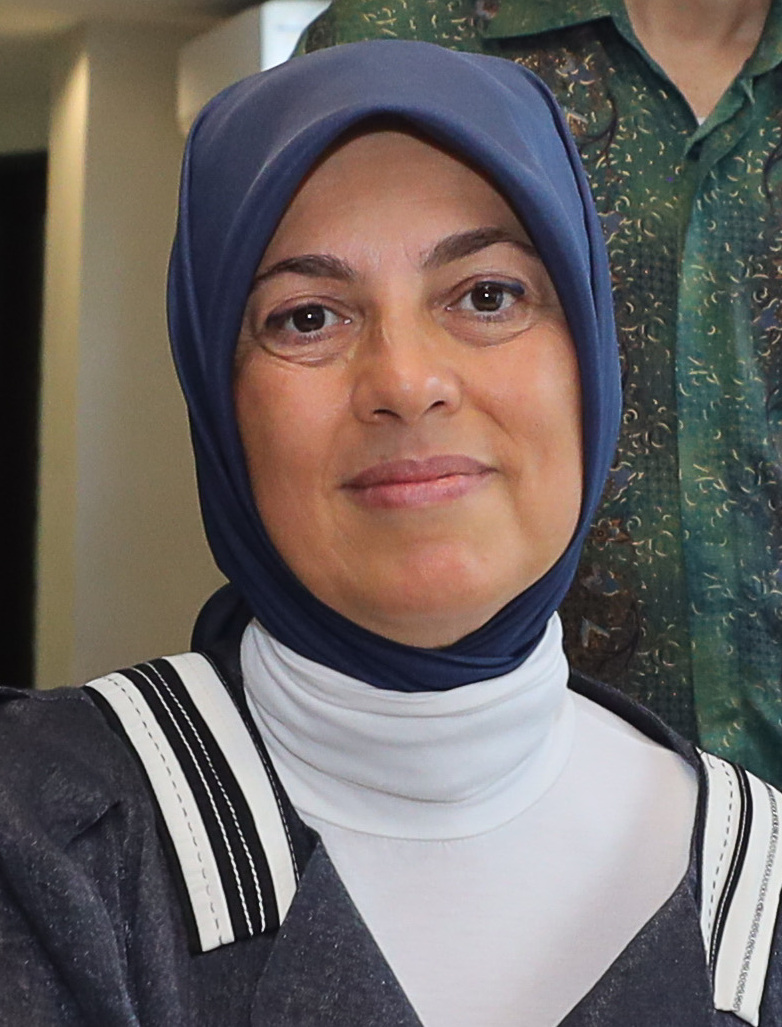
مروه کاواکچی

مروه کاواکچی (۱۹۶۹- در آنکارا) یک زن سیاستمدار اهل ترکیه است. در سال ۱۹۹۹ کاواکچی به مجلس ترکیه راه یافت اما به علت محجبه بودن از ورود به مجلس منع شد. کاواکچی حاضر نشد روسری را از سر بردارد و به همین دلیل از مجلس اخراج شد. در ایران، جوّی بزرگ در حمایت از کاواکچی راه افتاد و روزنامه‌هایی مانند کیهان نیز در صفحه اول خود از او تقدیر و از ظلمی که به او شده بود، ابراز برائت کردند. تریبون‌های نماز جمعه و شبکه‌های مختلف صدا و سیما هم به شدت از او حمایت می‌کردند اما وقتی او خطاب به حامیان ایرانی اش گفت: شما اگر دلتان برای زنان می‌سوزد، اول بروید و جلوی نقض حقوق زنان کشور خودتان را بگیرید، ناگهان همه چیز در ایران به اتمام رسید و دیگر، کسی از مروه کاواکچی، چیزی ننوشت و چیزی نگفت.